# Saison 4 des Enquêtes de Murdoch
Chronologie
Saison 3 Saison 5
La quatrième saison des Enquêtes de Murdoch est constituée de treize épisodes.

## Synopsis
Julia partie à Buffalo, William tente de l'oublier. De membres coulés dans du béton au braqueur de banque voleur de baiser en passant par un étrange pendu, une Française éliminée à l'acide et une une vieille affaire d'espionnage, William continue d'enquêter avec à ses côtés le fidèle George Crabtree ainsi que le nouveau médecin légiste venu de Scotland Yard, le Dr. Llewellyn Francis, avec qui il se querelle à longueur de journée.

## Distribution

### Acteurs principaux
- Yannick Bisson (VF : Jean-Philippe Puymartin) : Détective William Murdoch
- Thomas Craig (VF : Patrice Dozier) : Inspecteur Thomas Brackenreid
- Jonny Harris (VF : Luc Arden) : Agent George Crabtree
- Hélène Joy (VF : Dominique Westberg) : Dre Julia Ogden
- Lachlan Murdoch (VF : Philippe Bozo) : Agent Henry Higgins

### Acteurs récurrents
- Jonathan Watton (VF : Patrick Mancini) : Dr Darcy Garland (6 épisodes)
- Sarah Gadon (VF : Ariane Aggiage) : Ruby Ogden (2 épisodes)
- Paul Rhys (VF : Jean-Pascal Quilichini) : Dr Llewellyn Francis (3 épisodes)
- Ephraim Ellis (en) (VF : Jérémy Prévost) : Patrick « Paddy » Glenn (4 épisodes)

### Invités
- Arwen Humphreys (VF : Marie-Laure Dougnac) : Margaret Brackenreid
- Nigel Bennett (VF : Georges Claisse) : Inspecteur Percival Giles
- Peter Keleghan (VF : Lionel Henry (acteur)) : Terrence Meyers
- Matthew Bennett (VF : Bertrand Liébert) : Allen Clegg
- Lisa Faulkner (VF : Vanina Pradier) : Anna Fulford
- Yannick Soulier : Marcel Guillaume
- Brian Paul : Wilfrid Laurier

## Liste des épisodes
1. Une vie en lambeaux
2. Les commandos de sa majesté
3. Imbroglio à Buffalo
4. Maîtres et domestiques
5. Bons baisers de Paris
6. Meurtre en modèle réduit
7. Le trésor des confédérés
8. Sur écoute
9. La Main noire
10. Messages divins
11. Soif de sang
12. Le voleur de baiser
13. Murdoch au pays des merveilles

### Épisode 1:Une vie en lambeaux
- Canada : 7 juin 2011 sur Citytv
- France : 2 septembre 2012 sur France 3

- France : 3.26 millions de téléspectateurs

- Brian Kaulback : Agent Hodge
- Victor Garber : Détective Malcolm Lamb
- Daniel Kash : Arthur Frumm
- Emma Campbell : Mme. Burnside
- Sarah Dodd : Wilma Jelton
- Robert King : Richard Duff
- Michelle Giroux : Sarah Conolly Forbes

### Épisode 2:Les Commandos de Sa Majesté
- Canada : 14 juin 2011 sur Citytv
- France : 2 septembre 2012 sur France 3

- France : 3.26 millions de téléspectateurs

- Stuart Hughes : Colonel Haywood
- Clive Walton : Major Gregory Cole
- Michael Spencer-Davis : Dr. Henderson
- Kjartan Hewitt : Caporal Young
- Randal Edwards : Caporal Tennant
- Kent Nolan : Caporal Charles Norman
- R.D. Reid : Mr. Larson
- Harry Judge : Matthew Larson
- Laura Schutt : Cynthia Fletcher
- Dan Petronijevic : Mr. Skinner
- Sean Harraher : Agent Worseley (non-crédité)

### Épisode 3:Imbroglio à Buffalo
- Canada : 21 juin 2011 sur Citytv
- France : 9 septembre 2012 sur France 3

- France : 2.70 millions de téléspectateurs

- Tammy Isbell : Laetecia Abbot
- Kevin Bundy : Dr. Martin Falwell
- Stewart Arnott : Dr. Lawrence Abbot
- Connor Price : Ezra Fielding
- Fulvio Cecere : Detective Callahan
- Lucy Filippone : Mme. Digiarno
- David Tompa : John McLeod
- Mikaela Bisson : Victoria, la fille en fauteuil roulant (non-créditée)

### Épisode 4:Maîtres et domestiques
- Canada : 28 juin 2011 sur Citytv
- France : 9 septembre 2012 sur France 3

- France : 2.70 millions de téléspectateurs

- Simon Williams : James Heward
- Craig Olejnik : Nicholas Jenkins
- Sarah Power : Clara Thorn
- Patricia Collins : Mme. Jenkins Sr.
- Lynne Cormack : Nora Jenkins
- Thomas Gibson : Victor Jenkins
- Brigitte Robinson : Velma Allen
- Melanie Leishman : Nancy Booth
- Benjamin Blais : Billy Slater
- Ramona Pringle : Florence Culliwick
- Rebekah Miskin : Alma Parsons (non-créditée)

### Épisode 5:Bons baisers de Paris
- Canada : 6 juillet 2011 sur Citytv
- France : 16 septembre 2012 sur France 3

- France : 2.75 millions de téléspectateurs

- Graham Abbey : Isaac Lowe
- Richard Binsley : Edwin Drury
- Cristina Rosato : Sophie / Jacqueline Chiasson
- Kevin Jubinville : Roderick Dalewood
- Carlyn Burchell : Monique / Victoria
- Robin Wilcock : Réceptionniste
- Michal Grajewski : David Bishop
- Joe MacLeod : Opérateur d'ascenseur
- Craig Black : Porteur ferroviaire
- Michael Dyson : Prêteur sur gages
- Ace Hicks : Cecelia
- Irena Angeloutsa : Angelique Guillaume

### Épisode 6:Meurtre en modèle réduit
- Canada : 13 juillet 2011 sur Citytv
- France : 16 septembre 2012 sur France 3

- France : 2.75 millions de téléspectateurs

- Liisa Repo-Martell : Lydia Howland
- Catherine Disher : Mme. Galbraith
- Adam MacDonald : Bert Howland
- Robert Fulton : Mr. Galbraith
- Jonathan Wilson : Felix Roach
- Jessica Greco : Mme. Caruso
- Matthew Deslippe : Mr. Caruso
- Brian Sweetapple : Mr. Draper
- Megan Dunlop : Mme. Gordon

### Épisode 7:Le trésor des confédérés
- Canada : 20 juillet 2011 sur Citytv
- France : 23 septembre 2012 sur France 3

- France : 3.31 millions de téléspectateurs

- Shawn Lawrence : Colonel Grodin
- Richard McMillan : Lawrence Cheevers
- Elva Mai Hoover : Mme. Shanley
- Rena Polley : Mme. Jacobson
- Jim McAleese : Garde-barrière
- Robert B. Kennedy : Ministre
- Stephen Harper : Armstrong (non-crédité)

### Épisode 8:Sur écoute
- Canada : 27 juillet 2011 sur Citytv
- France : 23 septembre 2012 sur France 3

- France : 3.31 millions de téléspectateurs

- Rachel Wilson : Tess Moffatt
- Graham Abbey : Isaac Lowe
- Jason Spevack : Dorrie
- Geoffrey Pounsett : Mr. Whittaker
- Wayne Ward : Jason Lawrence
- Scott Edgecombe : Randolph Phillips
- Lisa Merchant : Mme. Handsworth
- Lindsay Kyte : Téléphoniste

### Épisode 9:La Main noire
- Canada : 3 août 2011 sur Citytv
- France : 30 septembre 2012 sur France 3

- France : 3.25 millions de téléspectateurs

- Lisa Ray : Mirela
- Graham Abbey : Isaac Lowe
- Richard Binsley : Edwin Drury
- Richard Zeppieri : Assassin
- John Gordon : Humphrey Pamer
- Adrian Morningstar : L'ami d'Edwin Jr.
- Jim Armstrong : Passager du tramway

### Épisode 10:Messages divins
- Canada : 10 août 2011 sur Citytv
- France : 30 septembre 2012 sur France 3

- France : 3.25 millions de téléspectateurs

- Michelle Nolden : Susannah Murdoch / Révérente Mère
- Sebastian Pigott : PèreWilliam 'Billy' Hoobin
- Katie Boland : Sœur Thérésa
- Tara Rosling : Sœur Catherine
- Kerri Smith : Sœur Bernadette
- Phyllis Ellis : Sœur St. Anthony

### Épisode 11:Soif de sang
- Canada : 17 août 2011 sur Citytv
- France : 7 octobre 2012 sur France 3

- France : 3.64 millions de téléspectateurs

- Leah Pinsent : Mme. Irvin
- Holly Deveaux : Arlene Dennet
- Scott Wentworth : Dr. Harwick
- Kyle Mac : Daniel Irvin
- Brittany Bristow : Laura MacFarlane
- Vivien Endicott Douglas : Olivia Cornell
- Sarah Gray : Amy Goldham
- Hannah Endicott-Douglas : Dorothy Cornell

### Épisode 12:Le voleur de baiser
- Canada : 24 août 2011 sur Citytv
- France : 7 octobre 2012 sur France 3

- France : 3.64 millions de téléspectateurs

- Charlotte Hegele : Annabelle Rose
- Jeff Madden : Rupert Russel
- Perry Mucci : John Carlin
- Oliver Dennis : Clive Belford
- Sherry Schell : Client de la banque

### Épisode 13:Murdoch au pays des merveilles
- Canada : 31 août 2011 sur Citytv
- France : 14 octobre 2012 sur France 3

- France : 3.64 millions de téléspectateurs

- Tamara Gorski : Constance Gardiner / Ava Moon
- Debra McCabe : Ellenor Littlefair
- Ashley Wright : Randolph Littlefair
- Terry Jones : Bradley Reda
- Sally Cahill : Alexandra Reda
- David Macniven : Jack Reda
- Mickey MacDonald : Tweedledee
- Mark MacDonald : Tweedledum
- Brendan Beiser : Albert Wallace (non-crédité)
- Jonathan Hagey : Ministre (non-crédité)